# Поттер (округ, Пенсильвания)
Округ Поттер (англ. Potter County) располагается в штате Пенсильвания, США. Официально образован 26 марта 1804 года. По состоянию на 2010 год, численность населения составляла 17 457 человек.

## География
По данным Бюро переписи США, общая площадь округа равняется 2799,793 км2, из которых 2799,793 км2 суша и 0,000 км2 или 0,020 % это водоемы.

## Население
По данным переписи населения 2000 года в округе проживает 18 080 жителей в составе 7 005 домашних хозяйств и 5 001 семей. Плотность населения составляет 6,00 человек на км2. На территории округа насчитывается 12 159 жилых строений, при плотности застройки около 4,00-ти строений на км2. Расовый состав населения: белые — 98,06 %, афроамериканцы — 0,29 %, коренные американцы (индейцы) — 0,22 %, азиаты — 0,50 %, гавайцы — 0,03 %, представители других рас — 0,19 %, представители двух или более рас — 0,71 %. Испаноязычные составляли 0,57 % населения независимо от расы.
В составе 31,50 % из общего числа домашних хозяйств проживают дети в возрасте до 18 лет, 59,50 % домашних хозяйств представляют собой супружеские пары проживающие вместе, 7,60 % домашних хозяйств представляют собой одиноких женщин без супруга, 28,60 % домашних хозяйств не имеют отношения к семьям, 24,70 % домашних хозяйств состоят из одного человека, 11,40 % домашних хозяйств состоят из престарелых (65 лет и старше), проживающих в одиночестве. Средний размер домашнего хозяйства составляет 2,54 человека, и средний размер семьи 3,02 человека.
Возрастной состав округа: 26,00 % моложе 18 лет, 6,90 % от 18 до 24, 26,10 % от 25 до 44, 24,30 % от 45 до 64 и 24,30 % от 65 и старше. Средний возраст жителя округа 39 лет. На каждые 100 женщин приходится 97,40 мужчин. На каждые 100 женщин старше 18 лет приходится 94,80 мужчин.